# 艾德·沃爾許
愛德華·奧古斯丁·沃爾許（英語：Edward Augustine Walsh，1881年5月14日—1959年5月26日），為美國棒球運動員，1906到1912年，效力於美國職棒大聯盟芝加哥白襪期間被認為是此時期最佳的投手，然而他的棒球生涯卻因傷病困擾而提前縮短。沃爾許擁有全大聯盟史上最低的1.82防禦率，他在1946年入選名人堂。

## 大聯盟生涯

### 巔峰時期
沃爾許在1904年於芝加哥白襪初登板，1906年是他第一個完整球季，他投出17勝13敗，171次三振，防禦率1.88。該年的世界大賽第三場，沃爾許投出12次三振，為大聯盟世界大賽投手單場最多三振紀錄。這項紀錄只有鮑勃·吉布森（Pack Robert Gibson）在1968年世界大賽做到，他也投出12K。1908年，沃爾許投出驚人的40勝15敗，269次三振，防禦率僅1.42，並於該年拿下勝投王及三振王，該季他投了464局，為美聯紀錄。1910年，沃爾許18勝20敗，防禦率卻只有1.27。1911年8月27日，他對波士頓紅襪投出了無安打比賽，最終白襪以5比0勝出。

### 生涯後期
1907年至1912年間，沃爾許平均一個球季就投了375局，因此在1912年球季結束後，他向白襪球團要求一年的休息。
沃爾許後來出賽場次愈來愈少，原因是因為比起其他球員，他身材不夠結實，再加上他希望自己的球速可以跟其他球員一樣快，一直催球速之下加速耗損他的手臂，1913年，他僅出賽16場。
1916年，他的手臂已經無法投球了，因此向白襪球團再要求一年的休息，但是老闆Charles Comiskey卻直接將他釋出。1917年，他嘗試於波士頓勇士復出，最後在勇士退休。之後他在東方聯盟投了幾場球，還擔任過幾次裁判，也在白襪擔任幾年教練。
沃爾許生涯195勝126敗，1,736次三振，1.82的防禦率是大聯盟史上最低，1.00的WHIP是史上第二低，僅次於艾迪·喬斯（Adrian Addie Joss）。

## 晚年與紀念
1946年，沃爾許入選名人堂。而他在1959年5月26日過世。
1999年，The Sporting News將他評選為百大傑出棒球員第82名，且他還被提名至大聯盟世紀明星隊。2011年，他入選愛爾蘭棒球名人堂。
他的兒子小艾德·沃爾許曾於1928至1932年也為白襪隊效力。

## 外部連結
- 球員資訊和成績在MLB ，ESPN，Retrosheet ，Baseball Reference ，Baseball Reference (Minors) ，Fangraphs ，The Baseball Cube （英文）
- 艾德·沃爾許在台灣棒球維基館上的頁面（繁體中文）

| 前任： 史莫奇·喬·伍德 | 無安打比賽 1911年8月27日 | 繼任： 喬治·穆林 |